# Bundesverband Öffentlicher Banken Deutschlands
Der Bundesverband Öffentlicher Banken Deutschlands e. V. (VÖB) ist ein Spitzenverband der deutschen Kreditwirtschaft mit Sitz in Berlin. Er vertritt 64 Mitgliedsinstitute, darunter die Landesbanken sowie die bundes- und ländereigenen Förderbanken. Mit den vier weiteren kreditwirtschaftlichen Spitzenverbänden arbeitet der VÖB im Interessenverband Die Deutsche Kreditwirtschaft zusammen. Der VÖB ist in die Lobbyliste beim Deutschen Bundestag eingetragen.

## Historie

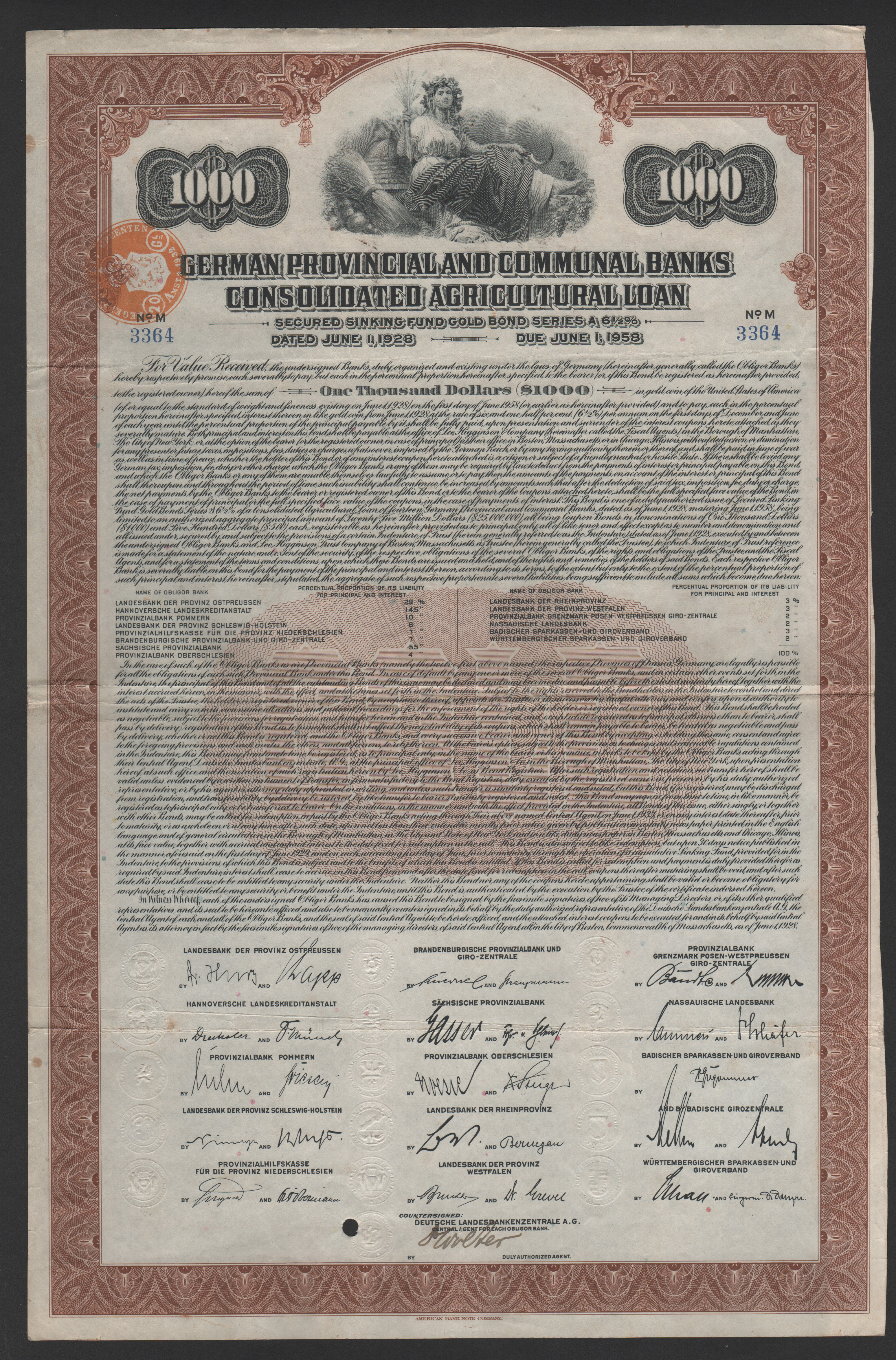
Auslandsanleihe des Verbandes deutscher öffentlich-rechtlicher Kreditanstalten vom 1. Juni 1928

1916 wurde der Verband deutscher öffentlich-rechtlicher Kreditanstalten gegründet, 1974 erfolgte die Umbenennung in den heutigen Namen. Seit 1987 ist der VÖB mit einem Büro in Brüssel vertreten. Der Verband ist zudem mit einer Verbindungsstelle zur European Banking Authority (EBA) und zur Europäischen Wertpapier- und Marktaufsichtsbehörde (ESMA) in Paris vertreten. Der Verband ist Mitglied des Europäischen Verbandes Öffentlicher Banken (European Association of Public Banks, EAPB), Brüssel. Mit Wirkung zum 1. Januar 2023 wurde der VÖB zudem außerordentliches Mitglied des europäischen Bankenverbands European Banking Federation (EBF). In der Zeit seines Bestehens hat der Verband seine Mitglieder bei zwei deutschen Währungsreformen, zwei Weltwirtschafts- und Finanzkrisen sowie bei der Einführung des Euro begleitet.
Der VÖB-ZVD Netzbetrieb Frankfurt (2017 an die SIX Payment Services veräußert) ist ein von der Deutschen Kreditwirtschaft zugelassener Netzbetreiber für die technische Abwicklung der gängigsten Zahlungsarten mit Karten (girocard, Kreditkarten, internationale Bankkarten / Maestro, GeldKarte, Kunden- und Bonuskarten) und gehört mit ca. 70.000 angebundenen Terminals zu den führenden zugelassenen Netzbetreibern.

## Struktur
Der Verband wird von einem Vorstand geleitet. Als Gast gehört dem Vorstand der jeweilige Präsident des Deutschen Sparkassen- und Giroverbandes (DSGV) an. Für die laufenden Geschäfte des VÖB ist die Hauptgeschäftsführerin verantwortlich, die vom Vorstand bestellt wird und in ihrer Amtsführung durch die weiteren Mitglieder der Hauptgeschäftsführung und die Bereichsleiter unterstützt wird.

## Liste der Präsidenten
- 1970–1976 Kurt Hähnel
- 1976–1987 Hans Fahning
- 1987–2001 Friedel Neuber
- 2001–2004 Hans Dietmar Sauer
- 2004–2007 Thomas R. Fischer
- 2007–2009 Siegfried Jaschinski
- 2009–2013 Christian Brand
- 2013–2016 Gunter Dunkel
- 2016–2018 Johannes-Jörg Riegler
- 2019–aktuell Eckhard Forst

## Hauptgeschäftsführung
Die Geschäftsstelle des Verbands wird geleitet von Hauptgeschäftsführerin Iris Bethge-Krauß, die auch geschäftsführendes Vorstandsmitglied ist. Weitere Mitglieder der Hauptgeschäftsführung sind Dominik Lamminger, Christoph Wengler sowie Hagen Christmann (Stellv. Mitglied) und Alexander Skorobogatov (Stellv. Mitglied).

Logo der Tarifgemeinschaft Öffentlicher Banken

## Arbeitgeberverband und Tarifgemeinschaft Öffentlicher Banken

### Arbeitgeberverband
Der Bundesverband Öffentlicher Banken Deutschlands, VÖB, übt als einziger kreditwirtschaftlicher Verband auch die Funktion eines Arbeitgeberverbandes für seine Mitgliedsinstitute aus. Als Arbeitgeberverband nimmt er die Interessenvertretung für seine Mitglieder wahr. Der VÖB unterstützt diese in allen Fragen des Arbeitsrechts sowie in sozialversicherungsrechtlichen Themenstellungen und informiert sie über die wesentlichen Änderungen in Gesetzgebung und Rechtsprechung. Darüber hinaus vertritt er die Interessen seiner Mitglieder gegenüber den gesetzgebenden Organen sowie gegenüber Regierungs- und Verwaltungsstellen. Als Arbeitgeberverband übt der VÖB zudem ein Vorschlagsrecht zur Benennung ehrenamtlicher Richterinnen und Richter für die Arbeitsgerichtsbarkeit aus.

### Tarifgemeinschaft Öffentlicher Banken
Innerhalb des Arbeitgeberverbandes besteht die Tarifgemeinschaft Öffentlicher Banken. Die tarifrechtlichen und tarifpolitischen Aufgaben, insbesondere der Abschluss von Tarifverträgen, werden ausschließlich von der Tarifgemeinschaft Öffentlicher Banken wahrgenommen. Alle Mitgliedsinstitute des VÖB können der Tarifgemeinschaft Öffentlicher Banken beitreten.
Die Tarifgemeinschaft Öffentlicher Banken ist seit 1954 tätig. Seit Gründung des VÖB im Jahre 1916 wurden die Angestellten der Mitgliedsinstitute als Bankangestellte und nicht als Angehörige des öffentlichen Dienstes angesehen. Bis zum Jahre 1972 schloss die Tarifkommission des VÖB für ihre Mitglieder eigenständige Tarifverträge ab. Zwischen 1972 und 2020 bestand zwischen dem Arbeitgeberverband des privaten Bankgewerbes (AGV Banken) und den Öffentlichen Banken eine Verhandlungsgemeinschaft, der zwischenzeitlich auch der Arbeitgeberverband der Volks- und Raiffeisenbanken (AVR) angehörte. Ab dem Jahr 2020 führt die Tarifgemeinschaft Öffentlicher Banken wiederum eigenständig Tarifverhandlungen.

### Mitglieder der Tarifgemeinschaft Öffentlicher Banken
Die tarifrechtlichen Aufgaben, insbesondere der Abschluss von Tarifverträgen, werden von der Tarifgemeinschaft Öffentlicher Banken wahrgenommen. Der Tarifgemeinschaft Öffentlicher Banken gehören derzeit 45 VÖB-Mitgliedsinstitute mit rund 65.000 Beschäftigten an. Die an dem Tarifvertrag beteiligten Institute umfassen Landesbanken, Förderinstitute, Bausparkassen und einzelne Sparkassen.

### Tarifausschuss
Die Tarifgemeinschaft Öffentlicher Banken wird in den Tarifverhandlungen durch ihren Tarifausschuss vertreten.

### Tarifverhandlungen
Die Tarifgemeinschaft Öffentlicher Banken schließt als Tarifträgerin auf Bundesebene Tarifverträge mit den Tarifpartnern ver.di – Vereinte Dienstleistungsgewerkschaft und Deutscher Bankangestellten-Verband e. V. (DBV) ab.

## Ombudsleute
Als erstem kreditwirtschaftlichen Spitzenverband ist dem VÖB im Jahr 2001 für seine Mitgliedsinstitute die Schlichtungsaufgabe übertragen worden. Dies bedeutet, dass alle Privatkunden der dem VÖB-Schlichtungsverfahren angeschlossenen Banken die Möglichkeit haben, ihre Meinungsverschiedenheiten mit ihrer Bank durch einen unabhängigen Ombudsmann außergerichtlich klären zu lassen. Das Schlichtungsverfahren ist für den Kunden kostenlos.

## Mitgliedschaft
Deutsche Kreditinstitute, deren Anteile ganz oder teilweise von der öffentlichen Hand direkt oder indirekt gehalten werden, oder die besondere aus dem öffentlichen Interesse erwachsende oder im öffentlichen Interesse stehende Aufgaben wahrnehmen, können ordentliche Mitglieder werden. Kreditinstitute, die bereits Mitglied eines anderen kreditwirtschaftlichen Verbandes sind, können die außerordentliche Verbandsmitgliedschaft erwerben. Mitglieder, die nur an der Tarifarbeit des Verbandes partizipieren möchten, können seit dem 1. Januar 2024 als assoziierte Verbandsmitglieder aufgenommen werden.

### Ordentliche Mitglieder
Ordentliche Mitglieder des VÖB sind:
- die Landesbanken: Bayerische Landesbank (BayernLB), Landesbank Baden-Württemberg (LBBW), Landesbank Hessen-Thüringen (Helaba), Norddeutsche Landesbank (NORD/LB), Landesbank Saar (SaarLB)
- die Förderbanken: L-Bank (Landeskreditbank Baden-Württemberg), LfA Förderbank Bayern, Investitionsbank Berlin (IBB), Investitionsbank des Landes Brandenburg (ILB), Bremer Aufbau-Bank, Hamburgische Investitions- und Förderbank (IFB Hamburg), Investitions- und Förderbank Niedersachsen (NBank), NRW.Bank, Investitions- und Strukturbank Rheinland-Pfalz (ISB), Saarländische Investitionskreditbank (SIKB), Sächsische Aufbaubank, Investitionsbank Sachsen-Anhalt, Investitionsbank Schleswig-Holstein, Thüringer Aufbaubank

- Weitere: Calenberger Kreditverein, DekaBank Deutsche Girozentrale, Deutsche Kreditbank (DKB), Deutsche WertpapierService Bank (dwpbank),  Internationales Bankhaus Bodensee, KfW IPEX-Bank, Landwirtschaftliche Rentenbank, Weberbank

### Außerordentliche Mitglieder
Außerordentliche Mitglieder des VÖB sind: Aareal Bank AG, Berliner Sparkasse, DEG – Deutsche Investitions- und Entwicklungsgesellschaft mbH, Deutsche Apotheker- und Ärztebank eG, Deutscher Sparkassenverlag GmbH, Die Sparkasse Bremen AG, DZ Bank AG, Frankfurter Sparkasse, Hamburger Sparkasse AG, Helaba Invest Kapitalanlagegesellschaft mbH, KfW Bankengruppe, Kreissparkasse Köln, LBS Landesbausparkasse NordOst, LBS Landesbausparkasse NordWest, LBS Landesbausparkasse Süd, Nassauische Sparkasse, Pagateq – eine Marke der VÖB-ZVD Processing GmbH, Portigon AG, Sparkasse KölnBonn und Sparkassenverband Saar.

### Assoziierte Mitglieder
Assoziierte Mitglieder des VÖB sind: Basler Kantonalbank, BÖAG Börsen AG, Börse Stuttgart GmbH, DEG Impulse gGmbH, Erste Abwicklungsanstalt (EAA), FMS Wertmanagement AöR, Frankfurter Bankgesellschaft (Deutschland) AG, Frankfurter Bankgesellschaft Holding AG, Hypo Vorarlberg Bank AG, Land Brandenburg Lotto GmbH, LOTTO Hamburg GmbH, Lotto-Toto GmbH Sachsen-Anhalt, Ritterschaftliches Kreditinstitut Stade, Thüringer Staatslotterie, Verband der österreichischen Landes-Hypothekenbanken, VKU Verband kommunaler Unternehmen e. V. und Zürcher Kantonalbank.

## Tochtergesellschaften

### EdÖ

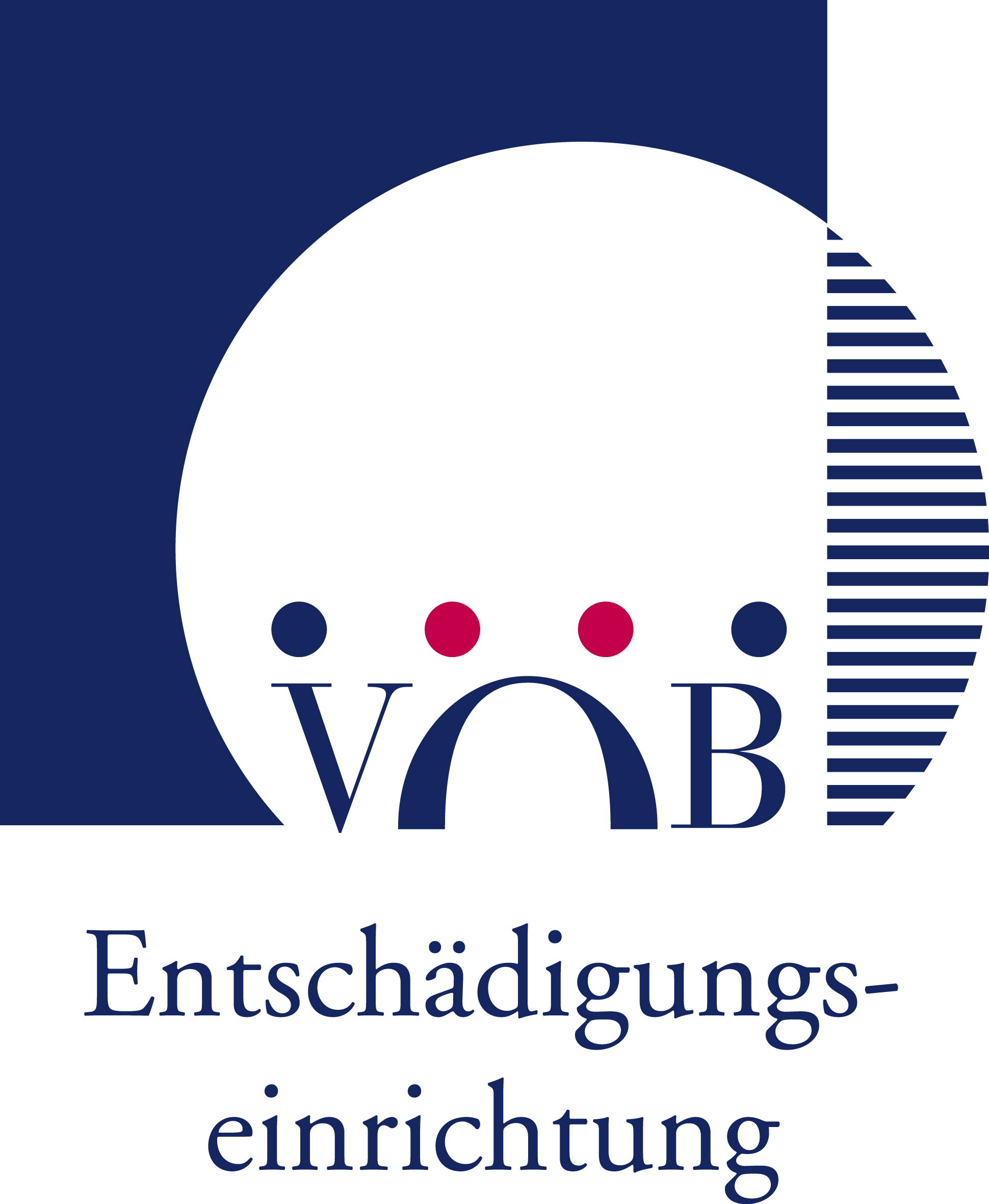
Logo der EdÖ

Die Entschädigungseinrichtung des Bundesverbandes Öffentlicher Banken Deutschlands GmbH übernahm für den Sektor der öffentlichen Banken die gesetzlich vorgeschriebene Grundabsicherung und war somit das Pendant zur Entschädigungseinrichtung deutscher Banken (EdB) im Bereich der privaten Bankwirtschaft. Sie nahm die Einlagensicherung nach dem Einlagensicherungsgesetz wahr.

#### Auflösung der EdÖ zum 1. Oktober 2021
Nachdem aufgrund einer bereits 2019 in Kraft getretenen Unionsrechtsänderung 12 der bis dato 17 der EdÖ zugeordneten Kreditinstitute von einer Pflicht zur Einlagensicherung befreit wurden, hat der Gesetzgeber daraufhin entschieden, dass eine Fortführung der EdÖ mit nur noch fünf Kreditinstituten nicht mehr sinnvoll sei, und die Beleihung der EdB erweitert, so dass sie in Zukunft als einzige gesetzliche Entschädigungseinrichtung in Deutschland für die privaten und die öffentlichen Banken in Deutschland zuständig ist.

### VÖB-Service
Die VÖB-Service GmbH mit Sitz in Bonn wurde 1991 gegründet und ist eine 100%ige Tochter des Bundesverbandes Öffentlicher Banken Deutschlands. Sie ist Anbieter von Beratungsdienstleistungen, Softwareprodukten und Bildungsmaßnahmen für die VÖB-Mitgliedsunternehmen, Kommunen und die Immobilienwirtschaft.

### Pagateq – eine Marke der VÖB-ZVD Processing
Pagateq – eine Marke der VÖB-ZVD Processing GmbH ist das Kompetenzcenter für chip-, kartenbasierte und sonstige elektronische Zahlungsverkehrsanwendungen des Bundesverbandes Öffentlicher Banken Deutschlands und seiner ordentlichen und außerordentlichen Mitgliedsinstitute.